# (10970) de Zeeuw
(10970) de Zeeuw (1079 T-2) – planetoida z grupy pasa głównego asteroid okrążająca Słońce w ciągu 4,49 lat w średniej odległości 2,72 j.a. Odkryta 29 września 1973 roku.